# Trihesperus latifolius
Trihesperus latifolius là một loài thực vật có hoa trong họ Măng tây. Loài này được (Kunth) Herb. miêu tả khoa học đầu tiên năm 1844.